# Lepusi fatemplom
A lepusi fatemplom műemlék Romániában, Fehér megyében. A romániai műemlékek jegyzékében az AB-II-a-A-00177 sorszámon szerepel.